# Rio Orcom
Orcom (em mongol: Орхон гол; romaniz.: Orkhon gol) é um rio da Mongólia. Ele nasce nos montes Khangai na província (aimague) de Arkhangay e flui na direção norte por 1124 km antes de se juntar ao rio Selenga, que flui na direção norte para a Rússia e Lago Baikal. O Orcom é maior que o Selenge, o que faz dele o maior rio da Mongólia. Os principais afluentes do Orcom são os rios Tuul e Tamir.
Há dois conjuntos de ruínas antigas ao longo do vale do rio: Car Balgas, a antiga capital do Canato Uigur e Caracórum, a antiga capital do Império Mongol. Pyotr Kuzmich Kozlov escavou várias tumbas imperiais hunas na área do vale do rio.
Muito próximo ao Orcom o rio Ulã Tsutgalã apresenta uma cachoeira com dez metros de largura e vinte metros de altura. A cachoeira é um destino popular para turistas. Peixes no rio Orcom incluem lúcio, carpa, perca, taimen e bagre.
A UNESCO lista o vale do Orcom como Patrimônio da Humanidade.